# Jozef Schelling
Jozef Schelling (* 3. srpna 1970 Turzovka) je bývalý slovenský fotbalista.

## Fotbalová kariéra
V československé lize hrál za Duklu Banská Bystrica. Nastoupil ve 20 ligových utkáních a dal 2 góly. Dále hrál i za SK Spolana Neratovice a Artmedii Petržalka.

## Ligová bilance
| Ročník                                   | Zápasy | Góly | Minuty | Klub                  |
| ---------------------------------------- | ------ | ---- | ------ | --------------------- |
| 1. československá fotbalová liga 1990/91 | 11     | 0    | 427    | Dukla Banská Bystrica |
| 1. československá fotbalová liga 1991/92 | 9      | 2    | 340    | Dukla Banská Bystrica |
| CELKEM 1. československá liga            | 20     | 0    | 767    |                       |